# Los Hermanos Bustos
Los Hermanos Bustos son un dúo chileno de música ranchera, compuesto por los hermanos Fernando e Ismael Bustos. Son el grupo más longevo en el género rancheras, en Chile, estando vigentes desde 1965. Su amplia discografía cuenta con más de cuarenta grabaciones, que incluyen éxitos como «La carta número 3», «La de la mochila azul» y «Morena de quince años».

## Influencias
Desde temprana edad, los hermanos Bustos recibieron influencias de los cantantes mexicanos Jorge Negrete, Pedro Infante, Antonio Aguilar y Miguel Aceves Mejía, así como de los chilenos Fernando Trujillo, Guadalupe del Carmen y Los Halcones.

## Carrera discográfica
El primer registro discográfico del dúo data de 1967, grabado en los estudios de la Radio del Pacífico y financiado por los mismos músicos, que incluía los corridos «Mis siete mujeres» y «El coyote». De ahí en adelante, el conjunto lanzó catorce discos con la disquera Asfona entre los años 1968 y 1976, y veinte con EMI Odeon entre 1976 y 1996. Entre sus mayores éxitos destacan «Ni por mil puñados de oro» y «La carta número 3», del mexicano Homero Aguilar.

## Miembros
- Fernando Bustos (voz y acordeón)
- Ismael Bustos (voz y guitarra)